# Гамба, Сандро
Сандро Гамба (итал. Sandro Gamba; род. 3 июня 1932, Милан) — итальянский баскетболист и тренер, участник Олимпийских игр.

## Карьера
Первый матч за сборную Италии провёл в 1952 году в матче против сборной Австрии. В 1955 году стал серебряным призёром Средиземноморских игр в Барселоне. Участвовал в летних Олимпийских играх 1960 года в Риме, был капитаном олимпийской сборной. Итальянцы стали на этой Олимпиаде четвёртыми. Всего Гамба участвовал в 64 международных матчах, в которых набрал 210 очков.
После завершения игровой карьеры перешёл на тренерскую работу. Его первой командой, которую он начал тренировать в 1965 году, стала Олимпия (Милан). Под его руководством сборная Италии стала серебряным призёром летних Олимпийских игр 1980 года в Москве, заняла пятое место на Олимпиаде в Лос-Анджелесе. Семь раз Гамба возглавлял национальную сборную на чемпионатах Европы. Сборная Италии стала чемпионом Европы в 1983 году, бронзовым призёром континентального чемпионата в 1985 году, и серебряным — в 1991.
В 2006 году Сандро Гамба был включён в Зал славы баскетбола и Зал славы итальянского баскетбола.